# Bayi Xiangtan Zuqiu Julebu
Il Bayi Xiangtan Zuqiu Julebu (八一湘潭足球俱乐部S, Bāyī Xiāngtán Zúqiú JùlèbùP), a volte tradotto come The People's Liberation Army Bayi Football Club o Bayi Football Team, è stata una società calcistica cinese.
Fondata nel 1951 con il nome di Zhongguo Renmin Jiefangjun Bayi Dui dall'Esercito Popolare di Liberazione come sezione calcistica del circolo sportivo, fino alla chiusura avvenuta nel 2003 militò sempre in prima divisione (ad eccezione di una breve parentesi nei primi anni duemila), vincendo cinque titoli nazionali.

## Denominazione
- Dal 1951 a 1993: Zhongguo Renmin Jiefangjun Bayi Dui (中国人民解放军八一队S; The People's Liberation Army August First Football Team)
- Dal 1994 al 1998: Bayi Zuqiu Julebu (八一足球俱乐部S; August First Football Club)
- Nel 1999: Bayi Jinsui Zuqiu Julebu (八一金穗足球俱乐部S; August First Jinsui Football Club)
- Dal 2000 al 2002: Bayi Zhenbang Zuqiu Julebu (八一振邦足球俱乐部S; August First Zebon Football Club)
- Nel 2003: Bayi Xiangtan Zuqiu Julebu (八一湘潭足球俱乐部S; August First Xiangtan Football Club)

## Storia
Dalla sua istituzione fino al 1986, la squadra (salvo alcune rare eccezioni, come il dodicesimo posto ottenuto nelle stagioni 1958 e 1963) ricoprì un ruolo di primo piano nel campionato nazionale, vincendo cinque titoli nazionali (a cui va aggiunto anche il primo posto nella stagione 1976, interrotta a causa della morte di Mao Tse-Tung). L'ultimo di questi varrà inoltre la partecipazione del Bayi all'edizione 1987 del Campionato d'Asia per club, che diverrà in seguito l'unica apparizione della squadra (la quale verrà eliminata nella seconda fase a gironi, in un gruppo che includeva anche i futuri vincitori dello Yomiuri) in una competizione continentale.
Negli anni successivi il Bayi, pur rimanendo fra le prime e vincendo l'edizione 1990 della coppa nazionale, iniziò a perdere gradualmente competitività: l'avvento del professionismo nel 1994 acuì la crisi di risultati della squadra che, ad eccezione del terzo posto ottenuto nel 1996, stazionerà nelle posizioni di classifica medio-bassa andando incontro a dei problemi finanziari che la costringeranno a cambiare diverse volte la sede. In questo contesto, la squadra retrocesse in seconda divisione al termine della stagione 1998: riguadagnata la massima serie dopo due anni nel dicembre 2003, al termine di un campionato conclusosi con la retrocessione sul campo, l'Esercito Popolare di Liberazione dispose lo scioglimento della squadra.
A sostituire il Bayi nel ruolo di club calcistico affiliato all'esercito sarà il Nanchang Bayi Hengyuan Football Club (istituito il 2 aprile 2004 grazie alla fusione dei club giovanili del Bayi e lo Shanghai Hengyuan), che dal 2012 ha assunto la denominazione di Shanghai Shenxin Football Club.

## Colori e simboli

### Simboli ufficiali

#### Stemma
Fino al 1994 la squadra adottava esclusivamente lo stemma dell'Esercito Popolare di Liberazione (una stella rossa con i caratteri 八一, in italiano otto e uno, come riferimento alla data di fondazione dell'esercito): successivamente, esso verrà accompagnato da un pallone, inizialmente di dimensioni più piccole dello stemma, e poi così grande da inscrivere la stella rossa in uno degli esagoni. Dal 2000 al 2002 lo stemma era costituito da uno scudo rosso e verde, includente al suo interno la denominazione della squadra, un pallone con due ali d'oro e lo stemma storico.

## Allenatori e presidenti
- 1951  Li Fenglou
- 1953  Xiao Guohua
- 1957-19??  Huang Lie
- 1963-1964  Chen Fu
- 1980  Ha Zhenghuang
- 1982-1983  Zhou Yixiang
- 1984  Ha Zhenghuang
- 1985-1990  Liu Guojiang
- 1990  Li Jozhee
- 1991  Liu Guojiang
- 1992  Yang Anli
- 1994-1995  Jia Xiuquan
- 1996  Liu Guojiang
- 1997  Liu Xinmin
- 1997  Zhuang Liansheng
- 1997-1998  Liu Guojiang
- 2001-2002  Jia Xiuquan
- 2003  Pei Encai
- 2003  Zhuang Liansheng

## Calciatori

### Il Bayi F.C. e le nazionali di calcio
Dato il ruolo di predominanza a livello nazionale, nei primi anni di attività il Bayi diverrà fra le squadre maggiormente considerate dalle commissioni tecniche nazionali, con un picco nel 1960, quando si arrivò a convocare oltre la metà della rosa titolare. Negli anni successivi la squadra continuerà a fornire giocatori per la nazionale, seppure in misura minore e nonostante il declino dei risultati accusato a partire dalla fine degli anni ottanta. Fra i giocatori maggiormente convocati, si segnalano Zhu Bo (regolarmente convocato durante la sua permanenza al Bayi, oltre ad essere salito sul podio nelle edizioni 1984 e 1992 della Coppa d'Asia), Hao Haidong (che con 41 reti detiene il record di miglior marcatore della Nazionale cinese) e Jia Xiuquan (capocannoniere e miglior giocatore dell'edizione 1984 della Coppa d'Asia).

## Palmarès

### Competizioni nazionali
- Campionato cinese: 5

1951, 1974, 1977, 1981, 1986
- Coppa di Cina: 1

1990
- Coppa della Regina: 1

1979

### Altri piazzamenti
- Campionato cinese:

Secondo posto: 1961, 1962, 1965, 1978, 1985, 1990
Terzo posto: 1957, 1964, 1979, 1996
- Coppa della Cina:

Semifinalista: 1997, 2002
- China League One:

Secondo posto: 2000
- Coppa della Regina:

Finalista: 1980

## Statistiche e record

### Partecipazione ai campionati
| Livello | Categoria            | Partecipazioni | Debutto | Ultima stagione | Totale |
| ------- | -------------------- | -------------- | ------- | --------------- | ------ |
| 1º      | Campionato nazionale | 5              | 1951    | 1977            | 5      |
| 1º      | Prima Divisione      | 19             | 1957    | 1988            | 5      |
| 1º      | Jia-A League         | 13             | 1989    | 2003            | 5      |
| 2º      | Jia-B League         | 2              | 2000    | 2001            | 2      |